# Château de Trebbio
Ne doit pas être confondu avec Villa Medicea del Trebbio.
Le château de Trebbio (en italien : Castello del Trebbio)  est un château médiéval situé dans le hameau de Santa Brigida de la commune de Pontassieve (ville métropolitaine de Florence) en Toscane,.
Appartenant à la Maison de Pazzi, le noyau le plus ancien a été construit avant le XIIe siècle. Acheté par la famille Baj Macario en 1968, c'est aujourd'hui une résidence privée avec des activités viticoles, agrotouristiques et de visite.

## Historique
Le château se dresse sur l'ancien fief de Monte Croce, possession des comtes Guidi au XIIe siècle.
Sa position sur la crête rappelle celle de la grande forteresse que les Guidi avaient érigée sur le Monte di Croce et que l'on aperçoit derrière le château de Trebbio, à l'est, au-delà de la vallée. Le premier témoignage du toponyme est daté de 1184 et concerne la partie centrale, une modeste fortification du début du Moyen Âge.
Entre les XIIe et XIVe siècles, les Pazzi acquièrent le contrôle ou la propriété de toutes les terres environnantes et firent de Trebbio leur fief principal au cœur de la campagne. En 1478, après la conspiration des Pazzi contre la Maison de Médicis, le château fut confisqué par Laurent de Médicis, mais revint plus tard aux Pazzi qui la conservèrent jusqu'au XVIIIe siècle.

## Description

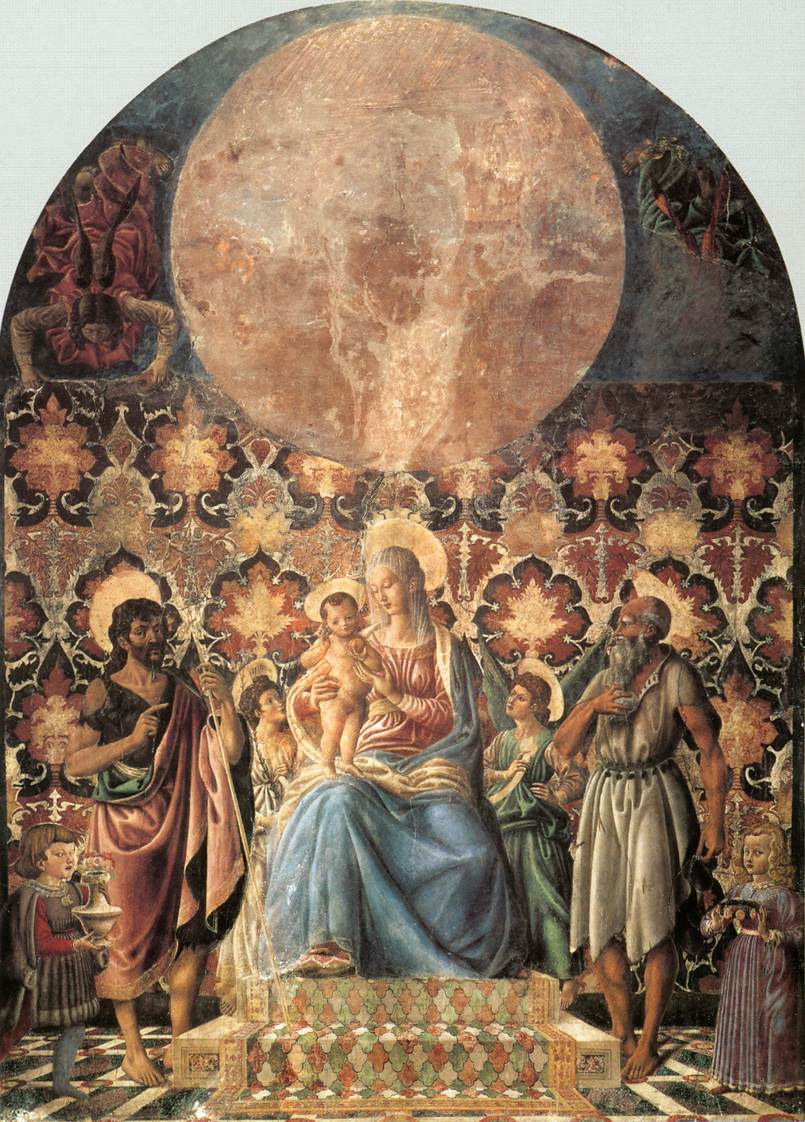
Madone de la maison Pazzi d'Andrea del Castagno.

La forteresse est rectangulaire et structurée autour de la cour, pour laquelle il n'y a qu'un seul accès depuis une porte qui s'ouvre au centre de la courtine de la façade orientée vers le bas pour protéger une tour ouverte. Aux extrémités du même mur se trouvent deux tours carrées. Une partie de la courtine et des tours est encore équipée de structures en saillie soutenues par des encorbellements en pierre et des crénelage de briques.
Au XVe siècle, une double loggia est aménagée dans la cour, ce qui adoucit la sévérité des proportions de l'édifice. Aux angles de la façade se trouvent des passages couverts équipés de mâchicoulis, et du côté nord s'ouvre le portail de la chapelle.
Au-dessus de l'autel de la chapelle arrière gauche, se trouvait la fresque de la Madone de Casa Pazzi d'Andrea del Castagno.

## Galerie

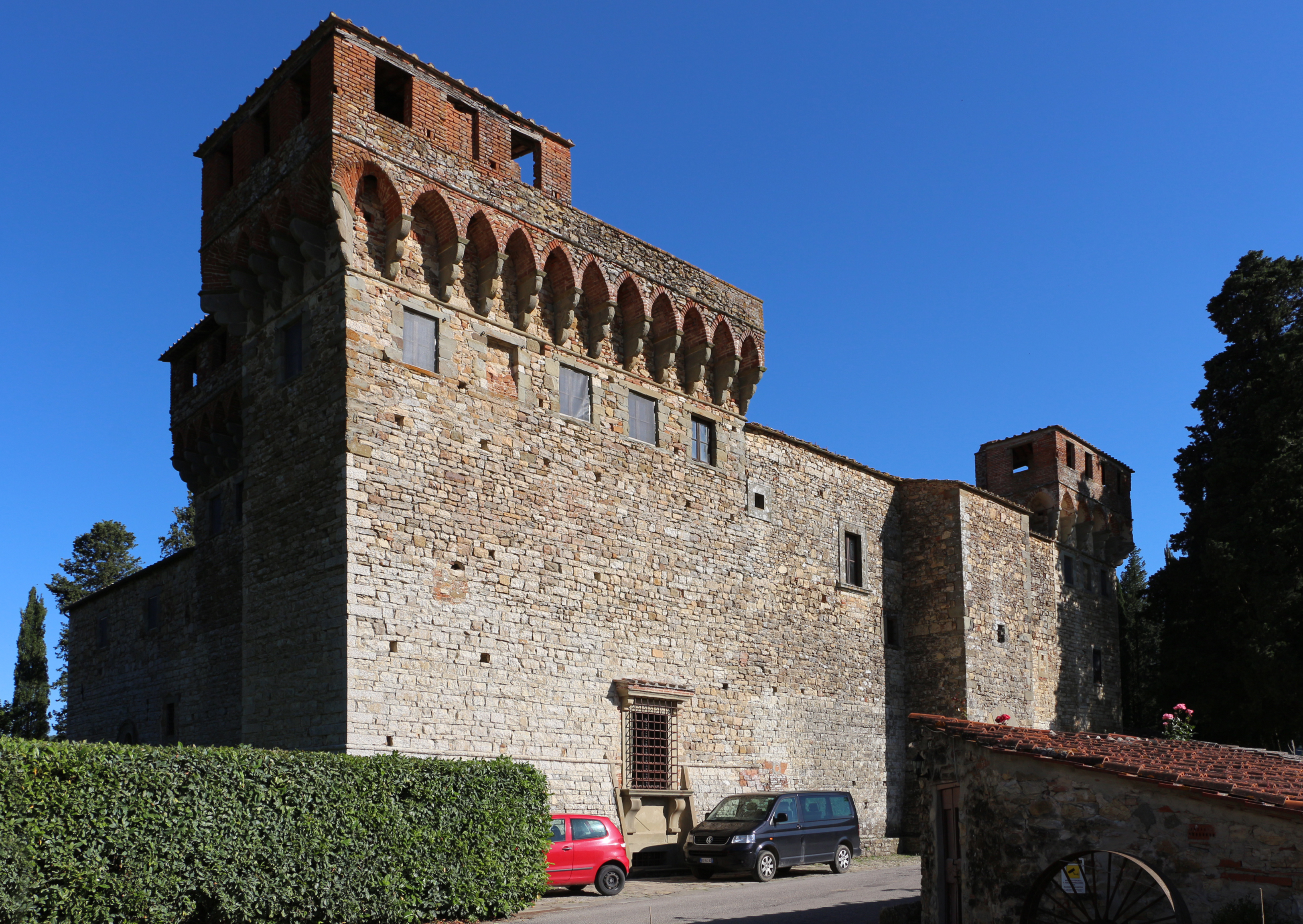
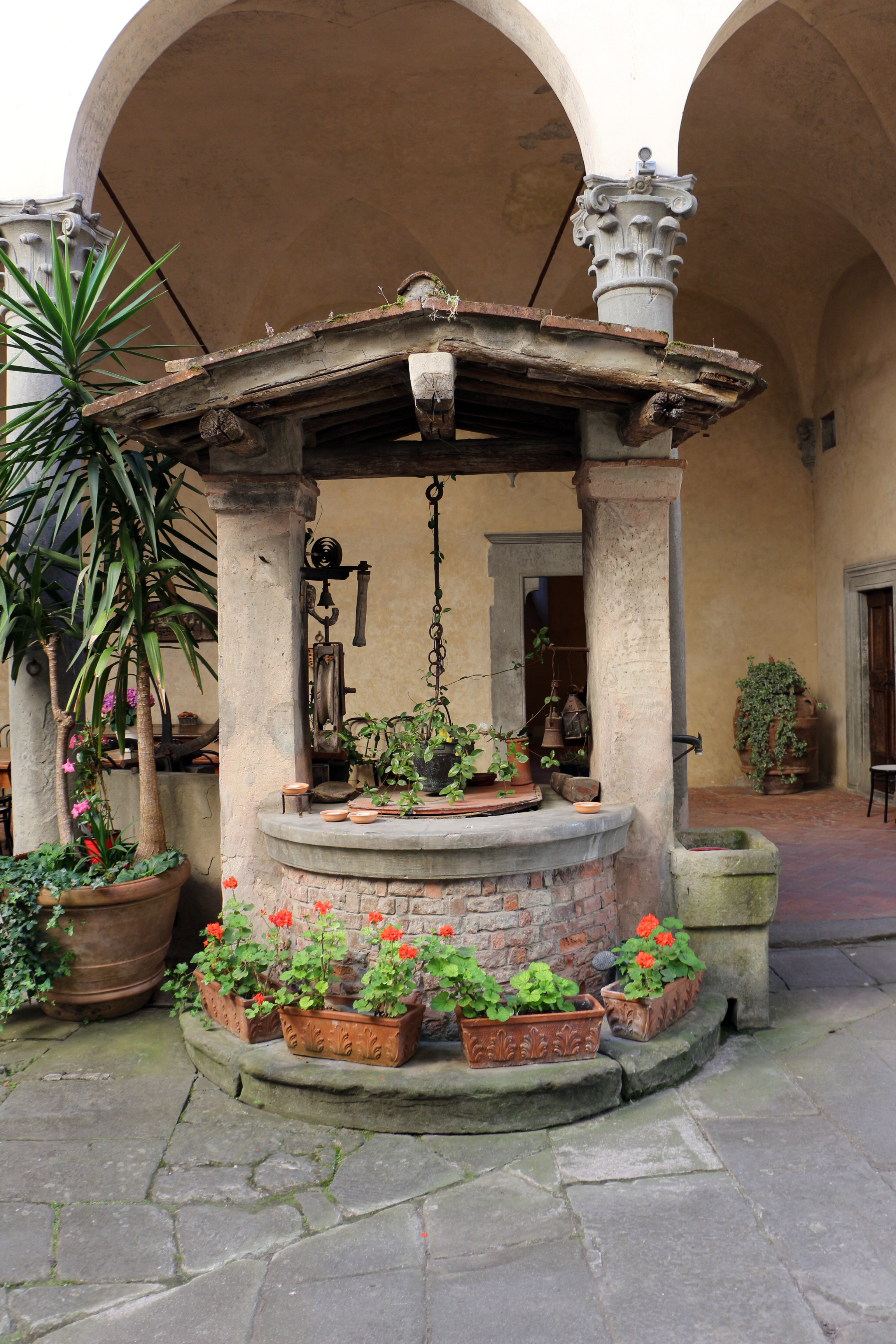
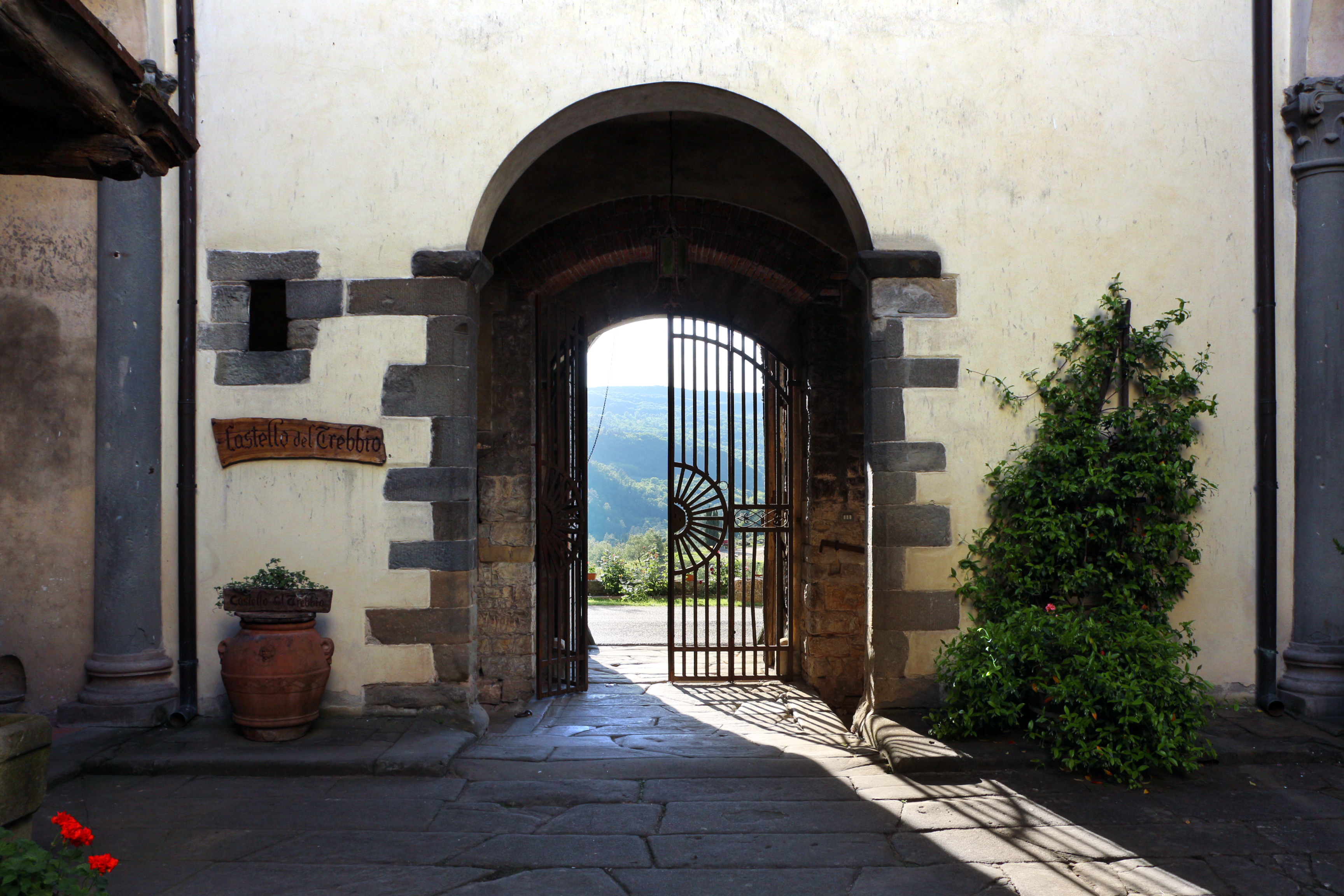
L'entrée
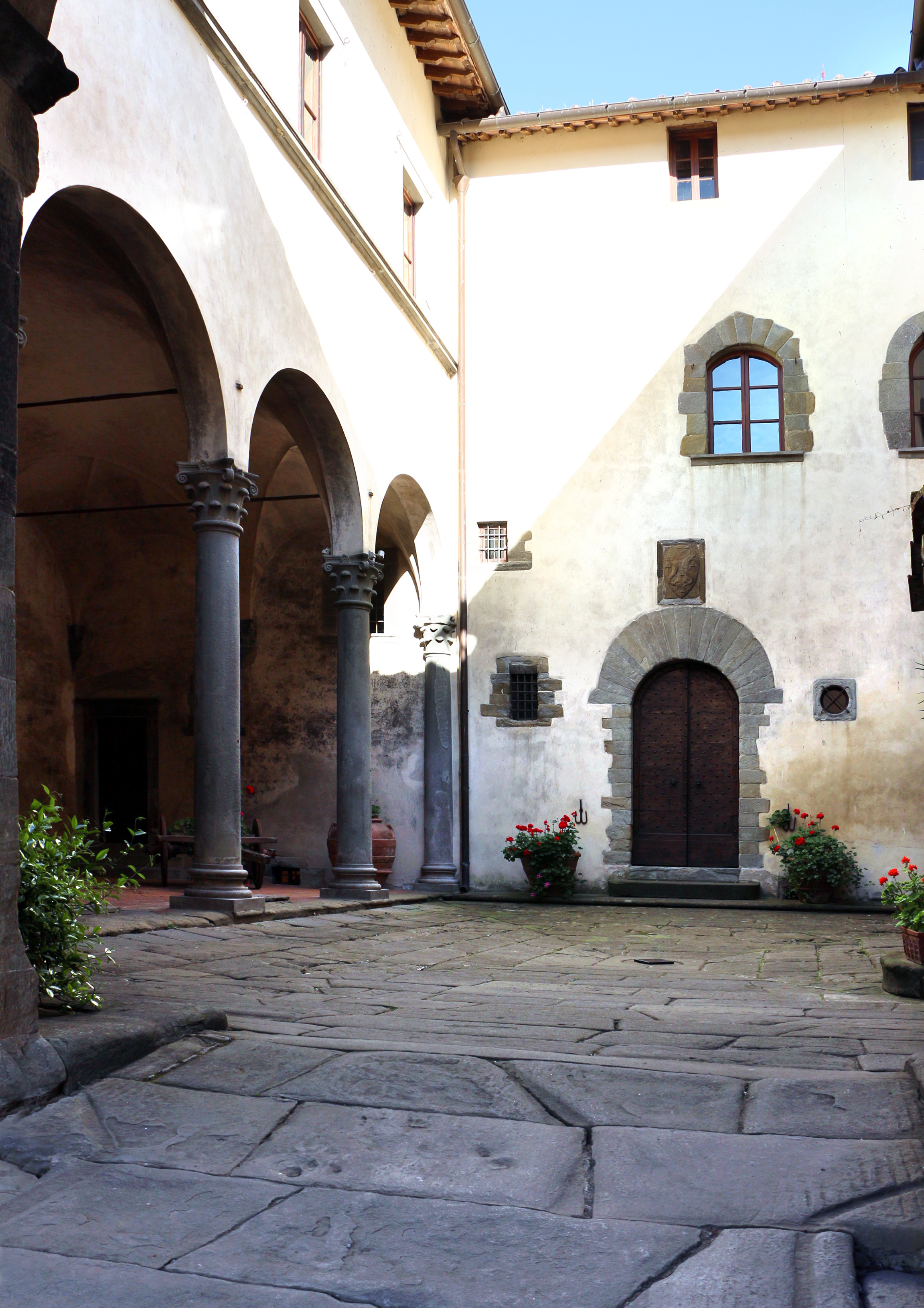
La cour intérieure